# Герб Куземина
Герб Куземина — символ села Куземин Охтирського району Сумської області. Затверджений 25 червня 2007 року рішенням сесії сільської ради. 
Автор проекту — А. Гречило.

## Опис
Щит розтятий на червоне та синє поля, на яких золотий лапчастий хрест над срібним півмісяцем.
Щит увінчано червоною міською короною, що вказує на село, яке давніше було містечком.

## Зміст
У XVII–XVIII ст. Куземин був сотенним містечком. Символи реконструйовано за печаткою містечка з середини XVIII ст.